# Episodi di The United States Steel Hour (quinta stagione)
La quinta stagione della serie televisiva The United States Steel Hour è andata in onda negli Stati Uniti dall'11 settembre 1957 al 27 agosto 1958 sulla CBS.
| nº | Titolo originale                   | Prima TV USA      |
| -- | ---------------------------------- | ----------------- |
| 1  | Windfall                           | 11 settembre 1957 |
| 2  | Haunted Harbor                     | 25 settembre 1957 |
| 3  | Who's Earnest?                     | 9 ottobre 1957    |
| 4  | Crisis in Corona                   | 23 ottobre 1957   |
| 5  | The Locked Door                    | 6 novembre 1957   |
| 6  | The Adventures of Huckleberry Finn | 20 novembre 1957  |
| 7  | You Can't Win                      | 4 dicembre 1957   |
| 8  | Little Charlie Don't Want a Saddle | 18 dicembre 1957  |
| 9  | The Charmer                        | 1º gennaio 1958   |
| 10 | The Bromley Touch                  | 15 gennaio 1958   |
| 11 | Never Know the End                 | 29 gennaio 1958   |
| 12 | The Reward                         | 12 febbraio 1958  |
| 13 | Walk with a Stranger               | 26 febbraio 1958  |
| 14 | Give Me My Son                     | 12 marzo 1958     |
| 15 | Top Secret Mission                 | 26 marzo 1958     |
| 16 | Beaver Patrol                      | 9 aprile 1958     |
| 17 | The Public Prosecutor              | 23 aprile 1958    |
| 18 | A Man in Hiding                    | 7 maggio 1958     |
| 19 | Hour of the Rat                    | 21 maggio 1958    |
| 20 | A Family Alliance                  | 4 giugno 1958     |
| 21 | The Littlest Enemy                 | 18 giugno 1958    |
| 22 | The Hidden River                   | 2 luglio 1958     |
| 23 | Flint and Fire                     | 16 luglio 1958    |
| 24 | Climate of Marriage                | 30 luglio 1958    |
| 25 | Old Marshals Never Die             | 13 agosto 1958    |
| 26 | Be My Guest                        | 27 agosto 1958    |

## Windfall
- Prima televisiva: 11 settembre 1957

### Trama
- Interpreti: Ed Begley (Daniel Arnold), Burt Brinckerhoff (Jamie Arnold), Andrew Duggan (Dave Arnold), Nancy Marchand (Gen Arnold), Louise Platt (Alice Davis), Mary Lou Taylor (Bonnie Smith)

## Haunted Harbor
- Prima televisiva: 25 settembre 1957

### Trama
- Interpreti: Joseph Campanella (Jacques), Burgess Meredith (Alec Sherwood), Frank Overton (Matt Preston), Guy Raymond (M. O'Hara), Gaby Rodgers (Annette O'Hara)

## Who's Earnest?
- Prima televisiva: 9 ottobre 1957

### Trama
- Interpreti: David Atkinson (Jack Worthing), Dorothy Collins (Cecily), Martyn Green (Chasuble), Edith King (Lady Bracknell), Edward Mulhare (Algernon), Rex O'Malley (Lane), Gordon Peters (Merriman), Louise Troy (Gwendolyn), Nydia Westman (Miss Prism)

## Crisis in Corona
- Prima televisiva: 23 ottobre 1957

### Trama
- Interpreti: Betty Lou Keim (Theodosia Bennett), John McGovern (Michael Lockhart), Elliott Nugent (dottor Ralph Bennett), Gale Page (Mrs. Bennett), Charles Ruggles (Justice Jarvis Boone), Mel Ruick (John Castle)

## The Locked Door
- Prima televisiva: 6 novembre 1957

### Trama
- Interpreti: Ralph Bellamy (Walt), Philip Coolidge (Mr. Clements), Brandon De Wilde (David), Bennye Gatteys (Susan), June Lockhart (Margaret)

## The Adventures of Huckleberry Finn
- Prima televisiva: 20 novembre 1957

### Trama
- Interpreti: Jimmy Boyd (Huckleberry Finn), Jack Carson (King), Florence Henderson (Mary Jane), Earle Hyman (Jim), Basil Rathbone (Duke), Karin Wolfe (Joanna)

## You Can't Win
- Prima televisiva: 4 dicembre 1957

### Trama
- Interpreti: Raymond Bramley (Radcliffe), John Fiedler (Boris), Margaret Hamilton (Sybil Mooner), Bert Lahr (Frank Mooner), Doro Merande (Felice)

## Little Charlie Don't Want a Saddle
- Prima televisiva: 18 dicembre 1957

### Trama
- Interpreti: John Beal (Mr. Hare), Barnard Hughes (Leo), Dennis Kohler (Charlie Hare), Hanna Landy (Nancy), June Lockhart (Martha Ann), J. Pat O'Malley (Curley), Andrew Prine (Elmo Hare), Katherine Squire (Jo Ellen)

## The Charmer
- Prima televisiva: 1º gennaio 1958

### Trama
- Interpreti: Martin E. Brooks (Martin Mandow), Gypsy Rose Lee (Lorraine Anderson), Ross Martin, Edmon Ryan (Charlie Harrison), Rip Torn (Will Dare)

## The Bromley Touch
- Prima televisiva: 15 gennaio 1958

### Trama
- Interpreti: Leora Dana (Abby Hill), Biff McGuire (John Madeira), Cameron Mitchell (Don Bromley)

## Never Know the End
- Prima televisiva: 29 gennaio 1958

### Trama
- Interpreti: Patricia Benoit (Cary Sawyer), Sue Ellen Blake (Midge Turner), Larry Blyden (Doc Randolph), Jim Boles (Matty Coombs), Andy Griffith (Harry Emsen), Nehemiah Persoff (Ralph Tugwell), Edgar Stehli (Sam Cleaver)

## The Reward
- Prima televisiva: 12 febbraio 1958

### Trama
- Interpreti: Nancy Coleman, Patty Duke, Cathleen Nesbitt, Hugh Reilly

## Walk with a Stranger
- Prima televisiva: 26 febbraio 1958

### Trama
- Interpreti: Ed Begley (Walter Kincaid), Martin Blaine (sceriffo), Tom Hatcher (Rich Corry), Mae Munro (Pat Corry), Leona Powers (Mrs. Corry), William Shatner (Fred Corry)

## Give Me My Son
- Prima televisiva: 12 marzo 1958

### Trama
- Interpreti: Richard Kiley (capitano Kenneth Wilkins), Lori March (Elinor Deane), Betsy Palmer (Anne Gaines), Alexander Scourby (Robert Deane)

## Top Secret Mission
- Prima televisiva: 26 marzo 1958

### Trama
- Interpreti: Rex O'Malley (Chemist), Beatrice Pons (Danka), Beatrice Straight (Katherine Grant), John Sutton (colonnello Resnor), Robert Wright (Amadeo), Joseph Yadin (Hans von Hasler)

## Beaver Patrol
- Prima televisiva: 9 aprile 1958

### Trama
- Interpreti: Walter Slezak, Dick York

## The Public Prosecutor
- Prima televisiva: 23 aprile 1958

### Trama
- Interpreti: John Baragrey (Tallien), Alexander Clark, Frank Conroy, Dolores del Río (Theresia Tallien), Jerome Kilty, Walter Slezak (Fouquier-Tinville)

## A Man in Hiding
- Prima televisiva: 7 maggio 1958

### Trama
- Interpreti: William Shatner

## Hour of the Rat
- Prima televisiva: 21 maggio 1958

### Trama
- Interpreti: Khigh Dhiegh (Sakamura), Dan Duryea (John Woodruffe), Louis Hector (Sir Robert Manchester), Ronald Long (capitano Peter Raine), Arthur Malet (tenente Grahame Saunders), John McLiam (sergente maggiore Jack Pollard), Nakamura (Tojuro), Guy Spaull (Arthur Hassell), Joan Wetmore (Teresa Woodruffe)

## A Family Alliance
- Prima televisiva: 4 giugno 1958

### Trama
- Interpreti: Lee Bergere (Curt Watson), Carl Frank (Fred Pratt), Bill Hayes (Spike Hunter), Roberta Haynes (Dorie Schaeffer), Florence Henderson (Gladys Pratt), Doreen Lang (Mrs. Pratt), Ellen Lowe (Mrs. Hunter), Mel Ruick (Mr. Hunter), Yale Wexler (Whiffy McDonald)

## The Littlest Enemy
- Prima televisiva: 18 giugno 1958

### Trama
- Interpreti: Mary Astor (Mrs. Wickens), Frank Conroy (Mr. Wickens), Lili Darvas (Mme. Chargot), Miko Oscard (Francois)

## The Hidden River
- Prima televisiva: 2 luglio 1958

### Trama
- Interpreti: Farley Granger (Francis), Richard Kiley

## Flint and Fire
- Prima televisiva: 16 luglio 1958

### Trama
- Interpreti: Robert Culp, Una Merkel

## Climate of Marriage
- Prima televisiva: 30 luglio 1958

### Trama
- Interpreti: James Daly, Leora Dana, Larry Hagman, Betsy Palmer

## Old Marshals Never Die
- Prima televisiva: 13 agosto 1958

### Trama
- Interpreti: Kevin Coughlin (Tommy), Len Doyle (Senator), Robert Emhardt (Sylvester), Joanne Linville (Martha Purvis), Cameron Prud'Homme (Bat Bethune), William Shatner (Con Purvis)

## Be My Guest
- Prima televisiva: 27 agosto 1958

### Trama
- Interpreti: Larry Blyden (Stewart Potter), Augusta Dabney (Jeannie Kent), Happy Felton (Dave), Robby Hayes (Doma), Joanna Moore (Mary Potter), Elliott Nugent (Harvey Kent), Raymond Walburn (S. Crowther Gebhart)